# Aéroport de Koursk
L'aéroport de Koursk ou Koursk-Vostotchny, base aérienne Khalino (en russe : Курск — Восточный (аэропорт), (code IATA : URS • code OACI : UUOK), est un aéroport qui est proche la ville de Koursk en Russie. Elle porte le nom de Mikhaïl Gourevitch en hommage à l'ingénieur aéronautique soviétique.

## Usage
Il a servi de base au 472e régiment de chasse de 1979 à 1998. Puis au 14e régiment d'aviation de chasse de la Garde qui est intégré à la 105e division d'aviation mixte de la Garde.

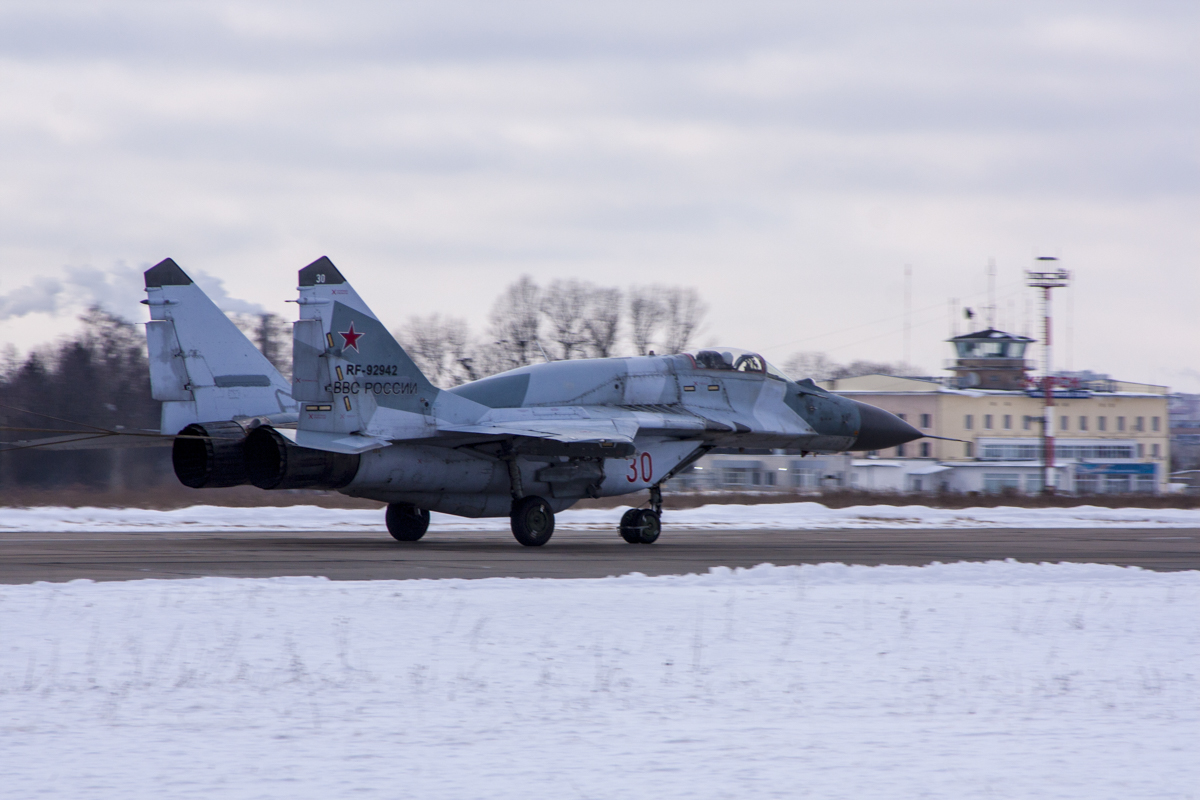
Un Mig-29 du 14e régiment sur sa base de Khalino.

En août 2023, dans le contexte de l'invasion russe de l'Ukraine, le gouverneur de la région de Koursk déclare qu'une « attaque au drone dans la zone de l'aérodrome de Koursk, a touché un réservoir de stockage de pétrole qui a pris feu, sans faire de victimes ». Cette attaque a été menée par des Tu-141 « Swift » modifiés.

### Civil
| Compagnies | Destinations                                                                         |
| ---------- | ------------------------------------------------------------------------------------ |
| RusLine    | Aéroport international de Vnoukovo, st-Petersbourg, Aéroport international de Sotchi |

## Situation
| \| 50 km1:1 791 000 \| Koursk Abakan Anapa Pskov Arkhangelsk Astrakhan Barnaoul Belgorod Blagoveshchensk Bratsk Grozny Guelendjik Iakoutsk Iékaterinbourg Ijevsk Ioujno-Sakhalinsk Irkoutsk Kaliningrad Kazan Kemerovo Khabarovsk Khanty-Mansiïsk Krasnodar Krasnoïarsk Magadan Magnitogorsk Makhachkala Mineralnye Vody Mirny Moscou · SVO Moscou · DME Moscou-VKO Mourmansk Narian-Mar Nijnekamsk Nijnevartovsk Nijni Novgorod Noïabrsk Alykel Novokouznetsk Novossibirsk Novy Ourengoï Omsk Orenbourg Oufa Oulan-Oude Oulianovsk Perm Petropavlovsk-Kamtchatski Rostov · sur-le-Don Sabetta Saint-Pétersbourg Salekhard Samara Saratov Simferopol Sotchi Sourgout Stavropol Kyzyl Syktyvkar Tcheliabinsk Tchita Tioumen Tomsk Vladivostok Volgograd Voronej |
| 50 km1:1 791 000 |